# Casearia ovata
Casearia ovata är en videväxtart som först beskrevs av Jean-Baptiste de Lamarck, och fick sitt nu gällande namn av Carl Ludwig von Willdenow. Casearia ovata ingår i släktet Casearia och familjen videväxter. Utöver nominatformen finns också underarten C. o. minor.